# Тумс (округ)
Тумс (англ. Toombs County) — округ штата Джорджия, США. Население округа на 2000 год составляло 26 067 человек. Административный центр округа — город Лайонс.

## История
Округ Тумс основан в 1905 году.

## География
Округ занимает площадь 950.5 км2.

## Демография
Согласно Бюро переписи населения США, в округе Тумс в 2000 году проживало 26 067 человек. Плотность населения составляла 27.4 человек на квадратный километр.